# 1975 à Terre-Neuve-et-Labrador
Chronologie de Terre-Neuve-et-Labrador
- 1971
- 1972
- 1973
- 1974
- 1975
- 1976
- 1977
- 1978
- 1979

Cette page concerne des événements survenus en 1975 dans la province canadienne de Terre-Neuve-et-Labrador.

## Politique
- Premier ministre : Frank Moores
- Chef de l'Opposition :
- Lieutenant-gouverneur :
- Législature :